# Wolfgang Döblin

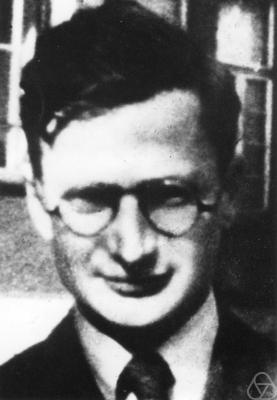
Ca. 1938

Wolfgang Döblin, auch Wolfgang Doeblin oder Vincent Doblin (* 17. März 1915 in Berlin; † 21. Juni 1940 in Housseras, Département Vosges), der zweite Sohn des deutschen Schriftstellers Alfred Döblin, war ein deutsch-französischer Mathematiker.

## Leben
Wolfgang Döblin besuchte während seiner Gymnasialzeit die Schülerkurse der Deutschen Hochschule für Politik (Berlin), deren Diplom er erlangen wollte. Nach Auseinandersetzungen mit NS-Parteigängern – Döblin war jüdischer Herkunft und verstand sich als Sozialist – musste er die Hochschule jedoch verlassen. 1933 floh die Familie Döblin vor den Nationalsozialisten nach Zürich, dann nach Paris. An der Sorbonne nahm er im Oktober 1933 sein in Zürich begonnenes Mathematik- und Physikstudium wieder auf. Nach Abschluss des Studiums forschte er, unter Anleitung von Maurice Fréchet, über Wahrscheinlichkeitstheorie. Seit seiner Studienzeit war die Familie Döblin mit der Familie des Pariser Wahrscheinlichkeitstheoretikers Paul Lévy freundschaftlich verbunden, der in Wolfgang Döblins Werdegang eine wichtige Rolle spielte. Schon bald erzielte er vielbeachtete Resultate, vor allem in der Theorie der Markow-Prozesse.
1936 wurde Wolfgang Döblin französischer Staatsbürger. Kurz nach seiner Promotion 1938 musste er den zweijährigen Militärdienst antreten. Er lehnte eine Reserveoffizierslaufbahn ab und blieb deshalb einfacher Infanteriesoldat. Bei der Armee nannte er sich zumeist ‚Vincent Doblin‘; seine wissenschaftlichen Arbeiten zeichnete er mit „Wolfgang Doeblin“. Während seines Militärdienstes, seit Ende August 1939 als Telefonist im 291. Infanterie-Regiment bei Givet in den Ardennen, setzte er seine mathematischen Forschungen unvermindert fort; noch während des sogenannten „Drôle de guerre“ beschäftigte er sich weiterhin mit Problemen der Wahrscheinlichkeitstheorie u. a. auch mit der Kolmogorowschen Gleichung. Seine Resultate schickte er im Februar 1940 in einem „versiegelten Umschlag“ an die Pariser Académie des Sciences. Die Prozedur des „versiegelten Umschlages“ dient der Hinterlegung zum Zwecke des Urheberschutzes nicht veröffentlichter wissenschaftlicher Werke und Entdeckungen.
Kurze Zeit später kam sein Regiment an die Saar-Front, unmittelbar an der deutschen Grenze. In der Schlacht um Frankreich kämpfte Döblin an der Saar und in Lothringen und wurde mit dem croix de guerre ausgezeichnet.
Nachdem seine Einheit im Juni 1940 aufgerieben war und die Kapitulation Frankreichs vor den Deutschen unmittelbar bevorstand, trennte sich Wolfgang Döblin am Col de la Chipotte in den Vogesen in der Nacht vom 20. zum 21. Juni von seinen Kameraden und versteckte sich auf einem Bauernhof im Dorf Housseras. Beim Eintreffen einer deutschen Vorhut machte er seine früher gemachte Ankündigung wahr und erschoss sich, um der sicheren Gefangennahme durch die Wehrmacht zu entgehen. Er wurde zunächst als unbekannter Soldat auf dem Dorffriedhof beigesetzt; die Identifizierung erfolgte erst 1944. Seine Eltern wurden 1957 ebenfalls in Housseras beigesetzt.
Wolfgang Döblins Verdienste auf dem Gebiet der Wahrscheinlichkeitsrechnung wurden erst nach der Veröffentlichung des „versiegelten Umschlages“ im Jahr 2000 durch die Académie des Sciences in Paris einem breiten Publikum bekannt. Ein „versiegelter Umschlag“ darf einem seit dem 17. Jahrhundert gebräuchlichen Verfahren zufolge nur durch den Autor selbst oder, im Falle seines Todes auf Antrag seiner Erben, ansonsten erst 100 Jahre nach seinem Tod, von einer Kommission der Académie des sciences geöffnet werden. Nach Wolfgang Döblins Tod geriet der Umschlag in Vergessenheit, da er ihn nur in einem Nebensatz in einem Brief an seinen Doktorvater, den Mathematiker Maurice Fréchet erwähnt hatte. Erst in den 1980er Jahren stolperte der Mathematiker und Wissenschaftshistoriker Bernard Bru über diese Erwähnung und forschte in den Archiven der Akademie nach. Der Inhalt wird von Spezialisten als die Krönung von Döblins Schaffen angesehen. Im Jahre 2002 tauchten bei Umbauarbeiten in einer französischen Universität weitere Manuskripte, Vorarbeiten und Arbeitsunterlagen Wolfgang Döblins auf.
Mit der Schrift Sur l’équation de Kolmogoroff, die erst 2000 veröffentlicht wurde, nahm er schon die Resultate über stochastische Integration von Itō Kiyoshi vorweg. Die Stadt Paris ehrte Alfred und Wolfgang Döblin im Mai 2006 mit einer Gedenktafel am früheren Wohnhaus der Familie, am Square Henri-Delormel, im 14. Stadtbezirk.

## Bibliographie
Nummerierung, [i] für Artikel, [CRi] für Mitteilungen in Comptes Rendus de l'Académie des Sciences (CRAS), nach Lindvall 1991 (siehe Literatur). Nr. 14, der „versiegelte Umschlag“, nach Bru/Yor 2002 (siehe Literatur) ergänzt.

### Artikel
1. Le cas discontinu des probabilités en chaîne. In: Publ. Fac. Sci. Univ. Masaryk, 236, 3–13, 1937, 592
2. Sur le cas continu des probabilités en chaîne. In: Rend. Accad. Lincei, 25, 1937, 170–176
3. Sur les chaînes à liaisons complètes (avec R. FORTET). In: Bull. Soc. Math. France, 65, 1937, 132–148
4. Sur l’équation de Smoluchowsky. In: Praktika de l’Académie d’Athènes, 12, 1937, 116–119
5. Sur les propriétés asymptotiques de mouvements régis par certains types de chaînes simples. In: Thèse Sci. Math. Paris, Bucarest: Imprimerie Centrale. 1938, et Bull. Soc. Math. Roumaine Sci. 39 (1), 1937, 57–115, 39 (2) 1937, 3–61
6. Sur l’équation matricielle A(t+s)=A(t)A(s) et ses applications aux probabilités en chaîne. In: Bull. Sci. Math., 52, 1940, 21–32, 64 1938 35–37
7. Sur deux problémes de M. Kolmogoroff concernant les chaînes dénombrables. In: Bull. Soc. Math. France, 66, 1938, 210–220
8. Exposé de la Théorie des chaînes simples constantes de Markoff à un nombre fini d’états. In: Rev. Math. Union Interbalkanique, 2, 1938, 77–105
9. Sur les sommes d’un grand nombre de variables indépendantes. In: Bull. Sci.Math., 63, 1939, 23–32, 35–64
10. Sur certains mouvements aléatoires discontinus. In: Skand. Aktuarietidskr., 22, 1939, 211–222
11. Remarques sur la théorie métrique des fractions continues. In: Compositio Math., 7, 1940, 353–371
12. Éléments d’une théorie générale des chaînes simples constantes de Markoff. In: Ann École Norm. Sup., 57, 1940, 61–111
13. Sur l’ensemble des puissances d’une loi de probabilité. In: Studia Math., 9, 71–96 (1940). Reproduit avec un supplément dans Ann. École Normal Sup. 63, 1947, 317–350
14. Sur l’équation de Kolmogoroff, Pli cacheté déposé le 26 février 1940, ouvert le 18 mai 2000. In: C. R. Acad. Sci. Paris, Série I, 331, 2000, 1031–1187

### Mitteilungen inComptes Rendus de l'Academie des Sciences
(PDF bei Gallica)
- [CR1] Sur les sommes de variables aléatoires indépendantes à dispersions bornées inférieurement, (avec P. LÉVY), In: C. R. Acad. Sci. Paris, 202, 1936, 2027–2029
- [CR2] Sur les chaînes discrèetes de Markoff, In: C. R. Acad. Sci. Paris, 203, 1936, 24–26
- [CR3] Sur les chaînes de Markoff, In: C. R. Acad. Sci. Paris, 203, 1936, 1210–1211
- [CR4] Sur deux notes de MM. Kryloff et Bogoliouboff, (avec R. FORTET), In: C. R. Acad. Sci. Paris, 204, 1937, 1699–1701
- [CR5] Éléments d’une théorie générale des chaînes constantes simples de Markoff, In: C. R. Acad. Sci. Paris, 205, 1937, 7–9
- [CR6] Premiers éléments d’une étude systématique de l’ensemble des puissances d’une loi de probabilités, In: C. R. Acad. Sci. Paris, 206, 1938, 306–308
- [CR7] Etude de l’ensemble des puissances d’une loi de probabilités, In: C. R. Acad. Sci. Paris, 206, 1938, 718–720
- [CR8] Sur les sommes d’un grand nombre de vecteurs aléatoires, In: C. R. Acad. Sci. Paris, 207, 1938, 511–513
- [CR9] Sur l’équation de Kolmogoroff, In: C. R. Acad. Sci. Paris, 207, 1938, 705–707
- [CR10] Sur certains mouvements aléatoires, In: C. R. Acad. Sci. Paris, 208, 1939, 249–250
- [CR11] Sur un probléme de calcul des probabilités, In: C. R. Acad. Sci. Paris, 209, 1939, 742–743
- [CR12] Sur l’équation de Kolmogoroff, In: C. R. Acad. Sci. Paris, 210, 1940, 365–367
- [CR13] Sur des mouvements mixtes, In: C. R. Acad. Sci. Paris, 210, 1940, 690–692

### Film- und Hörfunkdokumentation
- Jürgen Ellinghaus, Hubert Ferry: Der versiegelte Brief des Soldaten Döblin, Dokumentarfilm, Frankreich/Deutschland 2006, 86 Min., ARTE/RBB. DVD: goodmovies.de. VoD: stream.realeyz.de.
- Jürgen Ellinghaus und Aldo Gardini: Die Irrfahrt des Soldaten Döblin. Radio-Feature des DRS. (Als Hörbuch im Christoph Merian Verlag, Basel 2007 erschienen) (merianverlag.ch)
- Agnes Handwerk, Harrie Willems: Wolfgang Doeblin A Mathematician Rediscovered. DVD, PAL, mehrsprachig (de, en, fr), Springer, Berlin 2007, ISBN 978-3-540-71959-5.